# 北塞浦路斯电话区号
北塞浦路斯土耳其共和国（TRNC）現採用土耳其電話編號系統，因此，北塞浦路斯的国际电话区号也是+90。392是境内所有固定电话的区号。而移动运营商北塞浦路斯 Turkcell和KKTC Telsim分别使用533和542区号。 
从塞浦路斯共和国拨打到北塞浦路斯，使用代码0139后跟7位用户号码，按本地通话费率收费。即使在2001年12月的编號變更后，依然沿用0139。
反之，从北塞浦路斯拨打电话塞浦路斯共和国，用区号0123，但按国际费率收费。也可以使用国际前缀00357。塞浦路斯和北塞浦路斯之间的直接电话连接由联合国電信交換所运营。这允许两个社区之间直接通话，1998年5月4日啟用。2003年3月2日起，可以从北塞浦路斯直接拨打国际电话到土耳其，现在可由塞浦路斯，拨打0090 392 xxxxxxx，經土耳其致電北塞浦路斯（尽管此時，电话按国际费率收费），或使用区号0139。 